# Karin Grundberg Wolodarski
Karin Grundberg Wolodarski, född Grundberg den 11 juli 1979 i Genève i Schweiz, är en svensk journalist och författare.
Hon är civilekonom med examen från Handelshögskolan i Stockholm och medarbetare i tidningen Dagens Industri. Hon är författare till böckerna Den döende dandyn – om konstsamlaren Fredrik Roos 2011 och Experimentet – hur den svenska skolan blev en av världens mest avreglerade 2022, båda utgivna på förlaget Natur & Kultur.
Karin Grundberg Wolodarski är gift med journalisten Peter Wolodarski, chefredaktör på Dagens Nyheter. Tillsammans har de fem barn.